# Sprinkange
Sprinkange (lb. Sprénkeng, niem. Sprinkingen) – wieś w południowo-zachodnim Luksemburgu, w gminie Dippach, w kantonie Capellen. Do 3 października 2015 leżała w dystrykcie Luksemburg. Wieś zamieszkuje 565 osób.